# Psoralea balsamica
Psoralea balsamica är en ärtväxtart som beskrevs av Ferdinand von Mueller. Psoralea balsamica ingår i släktet Psoralea och familjen ärtväxter. Inga underarter finns listade i Catalogue of Life.